# 日立アプライアンス
日立アプライアンス株式会社（ひたちアプライアンス、英: Hitachi Appliances, Inc.）は、かつて存在した日立グループの電機メーカー。

## 概要
2006年4月1日に株式会社日立製作所の分社化第一号の株式会社日立空調システムを存続会社として日立グループの白物家電会社日立ホーム&ライフソリューション（日立H&L）との合併により発足。
その際、日立H&Lの子会社だった日立コンシューマ・マーケティング等は日立製作所の子会社になった。

## 沿革
- 2006年4月1日：日立H&Lと日立空調システムが合併し、日立アプライアンス株式会社を設立。
- 2010年10月1日：照明事業会社である日立ライティングを吸収合併。
- 2012年12月：縦型洗濯機「白い約束」NW-8SY/6SYのOEMモデルである三菱電機ストアー向け洗濯機「MAW-70AP/60AP」を生産開始。
- 2013年4月：日立空調テクノサービス株式会社を吸収合併
- 2015年10月1日：アメリカのジョンソンコントロールズ社との合弁で日立ジョンソンコントロールズ空調株式会社を設立、日本国内向け製品は製造のみ同社へ移管され、販売は従来通り日立アプライアンスが担当[1]。
- 2019年4月1日：日立コンシューマ・マーケティングと合併し、日立グローバルライフソリューションズに商号変更[2]。

## 主要事業
- 家電事業
- オール電化事業
- 総合空調事業

## 製造事業所
- 栃木事業所（栃木県栃木市）
- 多賀事業所（茨城県日立市）
- 青梅事業所（東京都青梅市）

青梅事業所は新会社以降後の2019年に閉鎖、2020年現在は解体済み。
栃木事業所の一部と以下の2事業所は日立ジョンソンコントロールズ空調株式会社となった。
- 清水事業所（静岡県静岡市）
- 土浦事業所（茨城県土浦市）

## 関連会社
- 日立アプライアンステクノサービス株式会社（旧日立多賀テクノロジー株式会社)　(日立市)
- 日立空調関東株式会社（練馬区）
- 株式会社新潟日立（新潟市東区）
- 日立空調関西株式会社（大阪市中央区）
- 日立空調九州株式会社（福岡市博多区）
- 株式会社関東エコリサイクル（栃木市）
- 株式会社日立ソフテック（港区）

以下の2社は日立ジョンソンコントロールズ空調株式会社の関連会社となった。
- 日立レフテクノ株式会社（栃木市）
- 日立空調SE株式会社（静岡市清水区）

## 不祥事
- 日立製作所時代、1986年に1982年 - 1983年にかけて製造した冷蔵庫に発煙、発火が起きる不具合があることが発覚。2010年時点での改修率は99.5％であるが、実際に物置で壁を焦がす事故が発生している。それを受けて日立では再度、改修を受けていないユーザーに対して受けるように告知を出している。[3]
- 2009年4月20日、冷蔵庫の断熱材製造工程でCO2排出量を約48%削減したとしながら、虚偽であったとして、公正取引委員会から不当景品類及び不当表示防止法違反（優良誤認）で排除命令を受ける。また同時に「省エネ大賞」受賞を返上を申し出、取り消しを受ける。その影響によりテレビCMはしばらくの期間、日立アプライアンスと日立製作所の連名によるお詫びCMに差し替えられていた。